# 쇠렌 필마르크
쇠렌 필마르크(덴마크어: Søren Pilmark, 1955년 10월 16일 ~ )는 덴마크의 배우이다. 나타샤 크로네(Natasja Crone)와 함께 덴마크 코펜하겐에서 열린 유로비전 송 콘테스트 2001의 진행자를 맡았다.

## 출연 작품
- 2017년 - 다운사이징 - 안드레아스 마콥센 박사 역
- 2018년 - 미결처리반 Q: 순수의 배신 - 마커스 역